# Supergator – Das Killerkrokodil
Supergator – Das Killerkrokodil ist ein US-amerikanischer Horrorfilm aus dem Jahr 2007. Regie führte Brian Clyde, der zusammen mit Frances Doel und Jeffrey Sturges auch das Drehbuch schrieb.

## Handlung
Der Vulkanologe Scott Kinney reist mit seinem Assistenten Ryan auf eine hawaiische Insel, um die Aktivitäten eines Vulkans zu untersuchen, der offensichtlich kurz vor einer Eruption steht. Die Forscherin Alexandra Stevens und die Journalistin Carla schließen sich der Expedition an. Unterdessen tötet ein riesiges Krokodil mehrere Menschen auf der Insel. Die Kreatur entstand bei einem Experiment mit Phobosuchus-DNA, an dem die Wissenschaftlerin Kim Taft beteiligt war, welche nun gemeinsam mit dem Krokodiljäger Jake Jagd auf das Monster macht. Auf dem Weg zum Vulkan fallen auch Ryan und Alexandra dem Krokodil zum Opfer. Kinney schließt sich mit Jake und Kim zusammen, um das Monster zu töten. Carla versucht währenddessen, die Menschen in einem nahegelegenen Luxus-Resort zu warnen, die ein großes Lūʻau veranstalten, allerdings glaubt ihr niemand. Das Krokodil erreicht die Anlage und tötet zahlreiche Menschen, auch Kim wird gefressen. Kinney, Jake und Carla beschließen, das Ungeheuer mittels einer Gasexplosion zu töten, da sich normale Waffen als wirkungslos erweisen. Dazu locken sie das Tier zu einem künstlichen Vulkan im Resort, welcher mit Gas betrieben wird. Jake opfert sich, um das Krokodil anzulocken, bei der Explosion des künstlichen Vulkans wird das Monster getötet.

## Rezeption
Supergator – Das Killerkrokodil wurde von den Kritikern eher negativ bewertet. Cinema bezeichnete Skript und Darsteller als „lachhaft“, die Effekte „höflich als unfertig“ und fasste den Film mit dem Fazit „Vollschrott, Schuppen, Kreischalarm“ zusammen. Auf der Website Rotten Tomatoes erhielt die Produktion eine Leserwertung von 9 %, basierend auf 167 abgegebenen Stimmen.
Für Kino.de ist Supergator „kurzweiliger Tierhorrortrash vor exotischer Kulisse“ und „für Trashfreunde gewiss ein Tipp“.

## Hintergrund
Der 2010 veröffentlichte Film Dinocroc vs. Supergator ist ein Crossover aus Supergator – Das Killerkrokodil und dem 2004 erschienenen DinoCroc.
Kelly McGillis, die die Rolle der Wissenschaftlerin Kim Taft spielt, erlangte durch die Hauptrolle der Charlotte „Charlie“ Blackwood an der Seite von Tom Cruise in Top Gun – Sie fürchten weder Tod noch Teufel internationale Bekanntheit. Die für ihre Horrorfilm-Drehbücher bekannten Autoren Marcus Dunstan und Patrick Melton (Feast-Trilogie, Saw-Reihe ab Teil IV) sind in Statistenrollen während der Lūʻau-Szenen zu sehen.